# Nesozineus probolus
Nesozineus probolus är en skalbaggsart som beskrevs av Maria Helena M. Galileo och Martins 1996. Nesozineus probolus ingår i släktet Nesozineus och familjen långhorningar. Inga underarter finns listade i Catalogue of Life.